# Stuckenbergiola jugorum
Stuckenbergiola jugorum är en tvåvingeart som beskrevs av Lindner 1965. Stuckenbergiola jugorum ingår i släktet Stuckenbergiola och familjen vapenflugor.
Artens utbredningsområde är Lesotho. Inga underarter finns listade i Catalogue of Life.